# Санкање на Зимским олимпијским играма 2018.
Такмичења у санкању на Зимским олимпијским играма 2018. у Пјонгчангу одржала су се између 10. и 15. фебруара 2018. на леденој стази санкашконг центра Алпензија. Медаље су се доделиле у четири дисциплине. Било је ово петнаесто појављивање санкања на ЗОИ.

## Сатница
Распоред и сатница такмичења:
| Датум       | Време       | Дисциплина                                  |
| ----------- | ----------- | ------------------------------------------- |
| 10. фебруар | 19:10-22:45 | Мушкарци појединачно, прва и друга вожња    |
| 11. фебруар | 20:15-23:00 | Мушкарци појединачно, трећа и четврта вожња |
| 12. фебруар | 19:50-22:45 | Жене појединачно, прва и друга вожња        |
| 13. фебруар | 19:30-22:45 | Жене појединачно, трећа и четврта вожња     |
| 14. фебруар | 20:20-22:45 | Мушки парови, прва и друга вожња            |
| 15. фебруар | 21:30-22:45 | Мушки парови, прва и друга вожња            |

Напомена: комплетна сатница је по локалном времену (УТЦ+9)

## Учесници и систем квалификација
На олимпијском турниру у санкању учествује укупно 110 такмичара, 37 у мушкој, 27 у женској конкуренцији и 17 парова. Систем квалификација заснива се на пласману на светским ранг листама закључно са 31. децембром 2017.
Двадесет четири државе такмичиће се у санкању.
- Аргентина (1)
- Аустралија (1)
- Аустрија (10)
- Бугарска (1)
- Грузија (1)
- Индија (1)
- Италија (9)
- Јужна Кореја (5)
- Казахстан (1)
- Канада (8)
- Кинески Тајпеј (1)
- Летонија (10)
- Немачка (10)
- Пољска (6)
- Румунија (5)
- Олимпијски спортисти из Русије (8)
- Сједињене Америчке Државе (10)
- Словачка (5)
- Словенија (1)
- Уједињено Краљевство (2)
- Украјина (6)
- Хрватска (1)
- Чешка (6)
- Швајцарска (1)

## Освајачи медаља
| Дисциплине                  |                                                                               | Резултат |                                                                | Резултат |                                                                       | Резултат |
|                             |                                                                               |          |                                                                |          |                                                                       |          |
| Мушкарци појединачно детаљи | Давид Глајршер · Аустрија                                                     | 3:10.702 | Крис Маздзер · Сједињене Америчке Државе                       | 3:10.728 | Јоханес Лудвиг · Немачка                                              | 3:10.932 |
|                             |                                                                               |          |                                                                |          |                                                                       |          |
| Жене појединачно детаљи     | Натали Гајзенбергер · Немачка                                                 | 3:05.232 | Дајана Ајтбергер · Немачка                                     | 3:05.599 | Алекс Гоф · Канада                                                    | 3:05.644 |
|                             |                                                                               |          |                                                                |          |                                                                       |          |
| Мушки парови детаљи         | Немачка · Тобијас Вендл · Тобијас Арлт                                        | 1:31.697 | Аустрија · Петер Пенц · Георг Фишлер                           | 1:31.785 | Немачка · Тони Егерт · Саша Бенекен                                   | 1:31.987 |
|                             |                                                                               |          |                                                                |          |                                                                       |          |
| Екипно детаљи               | Немачка · Натали Гајзенбергер · Јоханес Лудвиг · Тобијас Вендл · Тобијас Арлт | 2:24.517 | Канада · Алекс Гоф · Самуел Едни · Тристан Вокер · Џастин Снит | 2:24.872 | Аустрија · Маделајн Егле · Давид Глајршер · Петер Пенц · Георг Фишлер | 2:24.988 |

## Биланс медаља
| Позиција   | Држава                    | Злато | Сребро | Бронза | Укупно |
| ---------- | ------------------------- | ----- | ------ | ------ | ------ |
| 1          | Немачка                   | 3     | 1      | 2      | 6      |
| 2          | Аустрија                  | 1     | 1      | 1      | 3      |
| 3          | Канада                    | 0     | 1      | 1      | 2      |
| 4          | Сједињене Америчке Државе | 0     | 1      | 0      | 1      |
| Укупно (4) | Укупно (4)                | 4     | 4      | 4      | 12     |